# 2010-es országútikerékpár-világbajnokság
A 2010-es országútikerékpár-világbajnokságot, amely a 77. volt a sorban, az ausztráliai Melbourne-ben és Geelongban rendezték meg 2010. szeptember 29. és október 3. között.

## Eseménynaptár
| ● | Selejtezők | ● | Döntők |

| szeptember              | 29 | 30 | 1 | 2 | 3 |
| ----------------------- | -- | -- | - | - | - |
| férfi időfutam          |    | 1  |   |   |   |
| női időfutam            | 1  |    |   |   |   |
| férfi mezőnyverseny     |    |    |   |   | 1 |
| női mezőnyverseny       |    |    |   | 1 |   |
| férfi U23 időfutam      | 1  |    |   |   |   |
| férfi U23 mezőnyverseny |    |    | 1 |   |   |

## A magyar versenyzők eredményei
Nem indult magyar versenyző a versenyen.

## Eredmények

### Férfiak
| Versenyszám                | Arany                         | Arany    | Ezüst                             | Ezüst    | Bronz                                               | Bronz    |
| -------------------------- | ----------------------------- | -------- | --------------------------------- | -------- | --------------------------------------------------- | -------- |
| Időfutam (45,6 km)         | Fabian Cancellara · Svájc     | 58:09,19 | David Millar · Egyesült Királyság | +1:02,75 | Tony Martin · Németország                           | +1:12,49 |
| Mezőnyverseny (259,9 km)   | Thor Hushovd · Norvégia       | 6:21:49  | Matti Breschel · Dánia            | a.i.     | Allan Davis · Ausztrália                            | a.i.     |
| U23 Időfutam (31,6 km)     | Taylor Phinney · USA          | 42:50,29 | Luke Durbridge · Ausztrália       | +1,90    | Marcel Kittel · Németország                         | +24,01   |
| U23 Mezőnyverseny (159 km) | Michael Matthews · Ausztrália | 4:01:23  | John Degenkolb · Németország      | a.i.     | Taylor Phinney · USA és · Guillaume Boivin · Kanada | a.i.     |

### Nők
| Versenyszám              | Arany                            | Arany    | Ezüst                      | Ezüst  | Bronz                       | Bronz  |
| ------------------------ | -------------------------------- | -------- | -------------------------- | ------ | --------------------------- | ------ |
| Időfutam (22,8 km)       | Emma Pooley · Egyesült Királyság | 32:48,44 | Judith Arndt · Németország | +15,17 | Linda Villumsen · Új-Zéland | +15,80 |
| Mezőnyverseny (127,2 km) | Giorgia Bronzini · Olaszország   | 3:32:01  | Marianne Vos · Hollandia   | a.i.   | Emma Johansson · Svédország | a.i.   |

## Éremtáblázat
|          | Nemzet             | Arany | Ezüst | Bronz | Összesen |
| 1.       | Ausztrália         | 1     | 1     | 1     | 3        |
| 2.       | Egyesült Királyság | 1     | 1     | 0     | 2        |
| 3.       | USA                | 1     | 0     | 1     | 2        |
| 4.       | Olaszország        | 1     | 0     | 0     | 1        |
| 4.       | Norvégia           | 1     | 0     | 0     | 1        |
| 4.       | Svájc              | 1     | 0     | 0     | 1        |
| 7.       | Németország        | 0     | 2     | 2     | 4        |
| 8.       | Dánia              | 0     | 1     | 0     | 1        |
| 8.       | Hollandia          | 0     | 1     | 0     | 1        |
| 10.      | Kanada             | 0     | 0     | 1     | 1        |
| 10.      | Új-Zéland          | 0     | 0     | 1     | 1        |
| 10.      | Svédország         | 0     | 0     | 1     | 1        |
| Összesen | Összesen           | 6     | 6     | 7     | 19       |

## Külső hivatkozások
- Nemzetközi Kerékpáros Szövetség (UCI)